# 建築規範

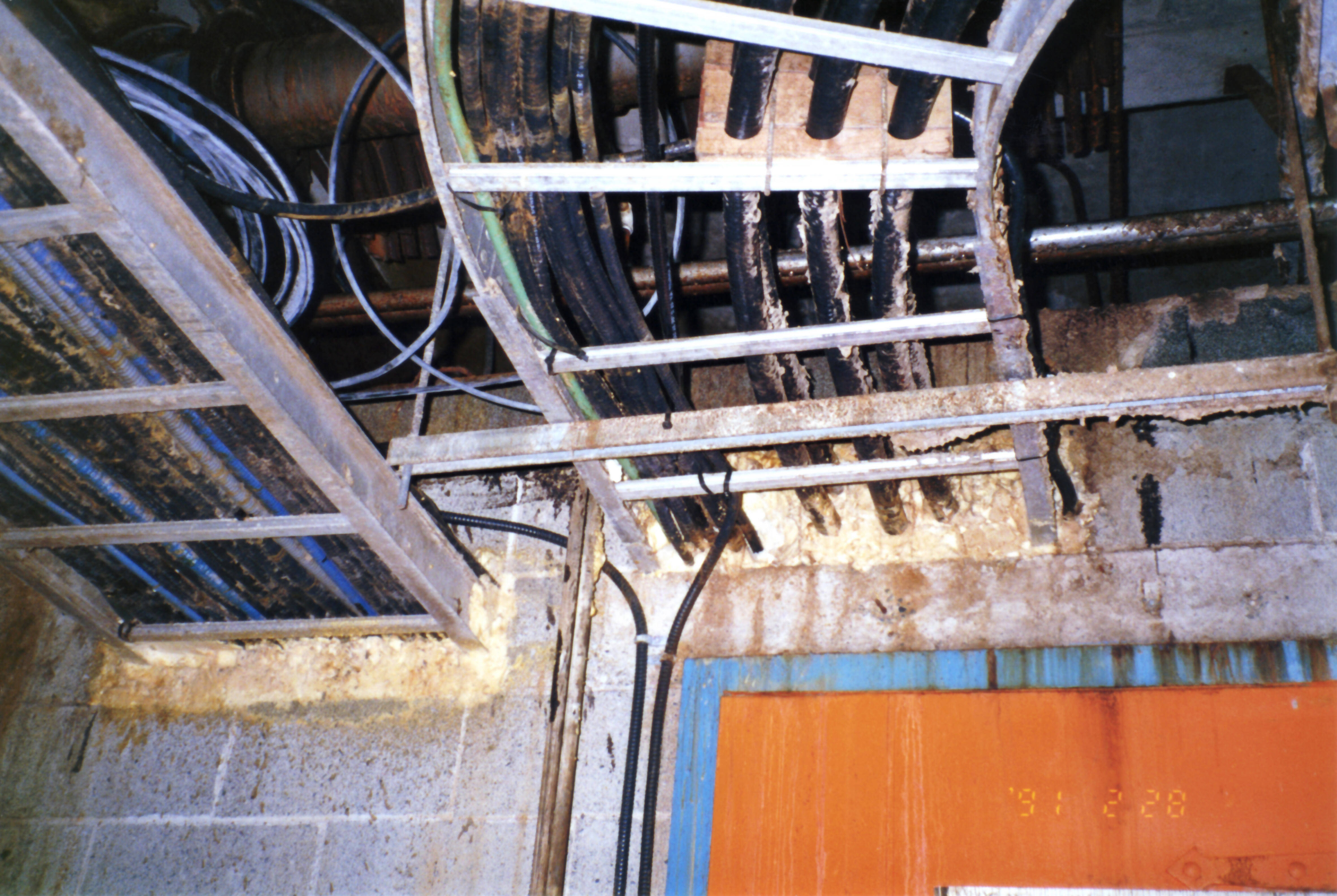
違反規範：這防火Concrete masonry unit牆滲入了cable tray和電纜。這個洞應該要firestop以修復牆壁的fire-resistance rating，但是，裡面卻填滿了可燃的聚氨酯。

建築規範（英語：building code）是規範建筑物和构筑物（例如建筑物和非建築結構物）的標準的一系列法律规范。建築物必須符合這規範方可獲得計劃許可，計劃許可一般從當地市政府取得。建築規範的主要目的是保障公共卫生、安全和一般福利（因為這些均與建築和佔有建築物和結構物有關）。當建築規範由適當的政府或私人機構正式實施後，建築規範便會成為特定司法管轄區的法律。
雖然建築規範一般是為了讓建筑师、工程师、室內設計師、建造商和監管者應用，但同時也被安全檢查員、環境科學家、地產發展商、承辦商、建築用產品和材料的製造商保險公司、設施管理者、租客等等的人員用作不同的目的。建築規範規範了建筑物的設計和建造，是法律的一部分。
建築規範的例子早於古代已經出現。
在美國，主要的建筑規範有：国际建筑规范[International Building Code]、電力規範和给排水规范、建筑设备規範。五十個州及哥倫比亞特區已經在州或司法管轄區的層級使用IBC系列規範作為本地的建築規範。在加拿大，全國模範規範已經由加拿大國家調查議會出版。